# Fütterzellen
Fütterzellen (engl. feeder cells, feeder layer) dienen in Zellkulturen der Ernährung von Zellen, die später z. B. als Klone isoliert werden sollen oder bei Zellen geringer Anzahl, die in einer höheren Zelldichte besser wachsen.

## Eigenschaften
Fütterzellen sind in der Regel somatische Zellen, zum Beispiel aus dem Bindegewebe gewonnene Fibroblasten (z. B. mouse embryonic fibroblasts, MEF-Zellen), die durch radioaktive Bestrahlung oder durch Behandlung mit Mitomycin C ihre Fähigkeit zur Zellteilung verloren haben. Dadurch kann eine gefütterte Zelle in klonaler Reinheit isoliert werden, ohne dass andere wachsende Zelltypen mitisoliert werden, z. B. bei der Erzeugung von Hybridomata oder induzierten pluripotenten Stammzellen. Die Fibroblasten dienen zudem der besseren Anheftung der zu kultivierenden Zellen. Davon profitieren insbesondere schlecht wachsende Zellkulturen. Weiterhin ist sowohl das Zellwachstum als auch die Vermeidung einer Anoikis von der Zelldichte abhängig, weshalb eine minimale Zelldichte bei gefütterten Zellen, welche nur in geringer Anzahl vorliegen, durch Zugabe von Fütterzellen notwendig sein kann. Da Fütterzellen jedoch ein Kontaminationsrisiko darstellen, werden Ansätze untersucht, eine Verwendung von Fütterzellen durch Zugabe von konditioniertem Medium, basalmembranartige Matrices und/oder rekombinanten Bestandteilen der extrazellulären Matrix zu ersetzen. Ein Zellkulturmedium, bei der durch Inkubation mit Zellen diese Bestandteile angereichert wurden, wird auch als konditioniertes Medium bezeichnet.
Die Fütterzellen haben durch die Bestrahlung oder Zugabe von Inhibitoren der Zellteilung (z. B. J2-Fibroblasten mit 2–4 μg/mL Mitomycin C für 1–3 Stunden) eine kurze Lebensdauer und produzieren sowohl Überlebenssignale der extrazellulären Matrix als auch Zytokine und Wachstumsfaktoren, die embryonale Stammzellen zur Differenzierung bringen können. Nach der Behandlung mit Mitomycin C müssen die J2-Fibroblasten gut gespült werden, damit Reste von Mitomycin C nicht später die Zellteilung der CR-Zellen beeinträchtigen. Durch die begrenzte Lebensdauer und die fehlende Möglichkeit zur Zellteilung sterben die Fütterzellen nach wenigen Tagen bis Wochen und die gefütterten Zellen können nach einem Limiting Dilution Cloning in der nun vermehrten Anzahl zelltypenrein isoliert werden.